# 宮川村立坂上小学校小谷冬季分校
宮川村立坂上小学校小谷冬季分校（みやがわそんりつ さかかみしょうがっこう　こだにとうきぶんこう）は、かつて岐阜県吉城郡宮川村（現・飛騨市宮川町）に存在した公立小学校の冬季分校。

## 概要
- 現在の飛騨市宮川町小谷に存在した坂上小学校（1964年までは、大無雁小学校）の冬季分校であり、12月から翌年3月（後に1月から3月）に設置されていた。坂上小学校の寄宿舎の完成により廃校。
- 小谷地区の児童は冬季以外の時季は、本校の坂上小学校（1964年までは大無雁小学校）に通学していた。

## 沿革
- 1934年（昭和9年）1月 - 吉城郡坂上村大字小谷に大無雁尋常小学校小谷冬季分教場を設置。設置期間は1月～3月。
- 1941年（昭和16年）4月1日 - 大無雁国民学校小谷冬季分教場に改称する。
- 1943年（昭和18年）4月 - 校舎を新築。
- 1947年（昭和22年）4月1日 - 坂上村立大無雁小学校小谷冬季分校に改称する。
- 1956年（昭和31年）
  - 1月17日 - 積雪により校舎が崩壊。民家で授業を再開。
  - 3月 - 校舎を再建。
  - 9月30日 - 坂上村と坂下村が合併し、宮川村が発足。同時に宮川村立大無雁小学校小谷冬季分校に改称する。
- 1964年（昭和39年）
  - 4月 - 坂上小学校〈旧〉、大無雁小学校、種蔵小学校を統合し、新たに坂上村立坂上小学校として開校。大無雁小学校小谷冬季分校は坂上小学校に引き継がれることになる。
  - 12月 - 設置期間を12月から翌年3月に変更する。
- 1971年（昭和46年）3月 - 寄宿舎が完成。小谷地区の児童は冬季は寄宿舎からの通学となり、廃校。